# Legión de Monstruos
Legión de Monstruos es el nombre de diferentes equipos de superhéroes ficticios que aparecen en los cómics estadounidenses publicados por Marvel Comics.

## Historial de publicaciones
La Legión de Monstruos apareció por primera vez en la cronología de Marvel Comics en Marvel Premiere # 28 (febrero de 1976) y fue creada por Bill Mantlo, Frank Robbins y Steve Gan.
Un equipo similar apareció en una revista antológica de una sola vez Curtis, Legion of Monsters # 1, en septiembre de 1975, antes de Marvel Premiere # 28 por cinco meses. La formación era casi idéntica; Ghost Rider no estuvo presente, pero la revista incluía el Monstruo de Frankenstein, Drácula, Hombre Lobo, Hombre Anfibio, Hombre Cosa y Morbius, el Vampiro Viviente. La historia continuó en Marvel Preview # 8.

## Biografía del equipo ficticio

### Legión de Monstruos (1976)
La primera versión de la Legión de Monstruos se unió por casualidad para investigar la aparición de un extraño ser llamado Starseed. Aunque el ser era benévolo, Morbius, el Vampiro Viviente y el Hombre Lobo fueron vencidos por sus hambres y lo atacaron. El Ghost Rider intervino, ya que el Starseed no pudo superar su miedo al Hombre Cosa y fue quemado por él. El Starseed moribundo intentó curar a la Legión de sus monstruosas formas, pero estaba demasiado débil y murió minutos después. Cansado de pelear, y decepcionado por sus acciones, el equipo se separó, aunque apenas reconocieron ser un equipo en primer lugar.

### Legión de Monstruos (2010)
Una nueva versión de la Legión de los Monstruos fue formada por Morbius el Vampiro Viviente, el Hombre Lobo y el Hombre-Cosa. A ellos se unen N'Kantu, la Momia Viviente y Hombre Anfibio. Se unieron para proteger a los monstruos de las Fuerzas Especiales del Cazador de Monstruos y enviar a los monstruos a los Túneles de Morlock a la Monstruo Metrópolis. Aparecieron por primera vez cuando los Topoides que trabajan para Hombre Cosa, encuentran las partes decapitadas del Punisher (que fue cortado por el hijo de Wolverine, Daken) y lo volvieron a ensamblar como FrankenCastle. El Punisher se une a la Legión de Monstruos para ayudar a proteger a Monstruo Metrópolis de las Fuerzas Especiales del Cazador de Monstruos, donde FrankenCastle lucha contra el líder de las Fuerzas Especiales del Cazador de Monstruos, Robert Hellsgaard.
El Hombre Lobo y N'Kantu, la Momia Viviente se muestran luchando contra el hombre dimensional. Elsa Bloodstone se teletransportó a Monstruo Metrópolis con un monstruo muerto que fue corrompido con energías malignas.
La Legión de Monstruos luego ayuda a  Red Hulk a vencer a los monstruos aterrorizados en el momento en que Red Hulk había viajado a la Monstruo Metrópolis. Con la ayuda del Doctor Strange, Red Hulk y la Legión de Monstruos descubren que el espíritu que ha estado molestando a Red Hulk es el lado loco y malvado de Doc Samson (conocido como Dark Samson) que no ha pasado a la próxima vida. Usando un dispositivo de atrapamiento de fantasmas, Red Hulk y la Legión de Monstruos pudieron destruir el espíritu de Dark Samson rasgando el espíritu de Dark Samson por la mitad. Red Hulk y la Legión de Monstruos hicieron un brindis por honrar al Doc Samson después de eso.

## Miembros

### Legión de Monstruos (1976)
- Ghost Rider - Líder
- Hombre Cosa
- Morbius, el Vampiro Viviente
- Hombre Lobo

### Legión de Monstruos (2010)
- Hombre Lobo - Líder
- Elsa Bloodstone
- Frankenstein
- FrankenCastle - Una versión de Frankenstein de Punisher.
- Hombre Anfibio
- Hombre Cosa
- N'Kantu, la Momia Viviente
- Satana
- Shiklah
- Simon Garth, el Zombi

## En otros medios
- La Legión de Monstruos hace un cameo en Marvel vs. Capcom 3: Fate of Two Worlds durante el final del personaje de Jill Valentine. Se ve a la Legión de Monstruos emboscando a Blade y Jill obligándolos a unirse para luchar contra ellos.
- Tres miembros de la Legión de Monstruos: Morbius, la Momia Viviente y Hombre Cosa aparecen en Lego Marvel Super Heroes 2.